# 카트리나 앤 더 웨이브스
카트리나 앤 더 웨이브스(Katrina and the Waves)는 잉글랜드의 록 밴드이다.